# Плавні (Ізмаїльський район)
Пла́вні (рум. Barta, до 1947 — Барта) — село Ренійської міської громади у Ізмаїльському районі Одеської області України. Населення становить 2039 осіб.

## Назва
До 1947 року село називалося Барта. Найімовірніше, ця назва походить від молдавського слова «барде» що в перекладі означає сокиру. Коли ж в 40-их роках його переклали, то взяли за основу той факт, що назва «Барта» схоже на молдавське слово «Балта», яке в перекладі означає болото, плавні.

## Символіка
Герб та прапор затверджені 20 липня 2017 р. сесією сільської ради. Вони є промовистими. Сокира означає стару назву села Барта і зображена на старих печатках села. Латаття відображає нинішню назву Плавні. Риби, як і сокира, були зображені на старих печатках села. Риба з найдавніших часів відіграє особливу роль в житті нашого села. Під час голоду, у нашому селі було б набагато більше жертв, якби не риба. Риби на гербі різні, як і на печатці 1857 року. На лівій стороні зображена риба із сімейства осетрових, яка раніше часто зустрічалася в озері Ялпуг. На правій стороні — з сімейства сомів (риба без луски), яка досі часто ловиться і цінується місцевими мешканцями. Це підкреслює багату фауну місцевості. Сонце що сходить означає місцеве сільгосппідприємство КСП «Світанок». Чайка вказує на географічне положення населеного пункту (у води).
Червоний колір — небо над озером під час світанку, символізує хоробрість, мужність та кохання. Блакитний колір — колір озера, символізує великодушність, чесність, вірність і бездоганність. Лінія між цими кольорами зображує хвилі.

## Історія
12 червня 2020 року, відповідно до Розпорядження Кабінету Міністрів України від № 724-р «Про визначення адміністративних центрів та затвердження територій територіальних громад Одеської області», увійшло до складу Ренійської міської територіальної громади.
19 липня 2020 року, в результаті адміністративно-територіальної реформи і ліквідації Ренійського району, село увійшло до складу новоутвореного Ізмаїльського району.

## Населення
Згідно з переписом 1989 року чисельність наявного населення села становила 2110 осіб, з яких 997 чоловіків та 1113 жінок.
За переписом населення 2001 року в селі мешкало 1955 осіб.

### Мова
Розподіл населення за рідною мовою за даними перепису 2001 року:
| Мова       | Відсоток |
| ---------- | -------- |
| румунська  | 93,09 %  |
| російська  | 2,31 %   |
| українська | 1,86 %   |
| болгарська | 1,13 %   |
| гагаузька  | 0,88 %   |
| білоруська | 0,1 %    |